# Відносини Мавританії та Іспанії
Відносини Мавританії та Іспанії стосуються зовнішніх відносин між Мавританією та Іспанією. Офіційні дипломатичні відносини між двома країнами існували з 1960-х років. Іспанія має посольство в Нуакшоті та Генеральне консульство в Нуадібу, а Мавританія — посольство в Мадриді. Іспанія була головною державою, яка розділила Західну Сахару між Марокко та Мавританією (1/3 суші була взята Мавританією, хоча сьогодні жодна не залишається під контролем Мавританії). Експорт Мавританії та забезпечують близько 5,1 % імпорту.
Іспанія офіційно визнала незалежність Мавританії в листопаді 1960 року, а перший посол Іспанії вручив свій вірчий лист у 1961 році. Претензії Мавританії на територію Західної Сахари, сформульовані в ООН в 1963 році, в основному підпорядковувалися логіці блокування власних вимог Марокко щодо цієї території, що, у разі успіху, може також сприяти претензіям Марокко на саму Мавританію, мавританська дипломатія побоюється щодо можливості іспано-марокканського порозуміння. Позиція Мавританії щодо Сахари посилилася в 1970-х роках, вимагаючи проведення референдуму про самовизначення, і до 1972 року країна вже примирилася з Марокко. У Мадридських угодах 1975 року Іспанія передала адміністрацію території Марокко та Мавританії.
Під час саміту ОАЄ 1978 року Мавританія заперечила маркування Канарських островів територією, яка підлягає деколонізації, а також заперечила визнання MPAIAC «рухом національного визволення».
Згодом Іспанія надала перевагу зміцненню двосторонніх відносин, виходячи з важливості африканської країни, яка має морський кордон з Канарськими островами, щодо управління нелегальною імміграцією.